# 테이아 (동고트 왕국)

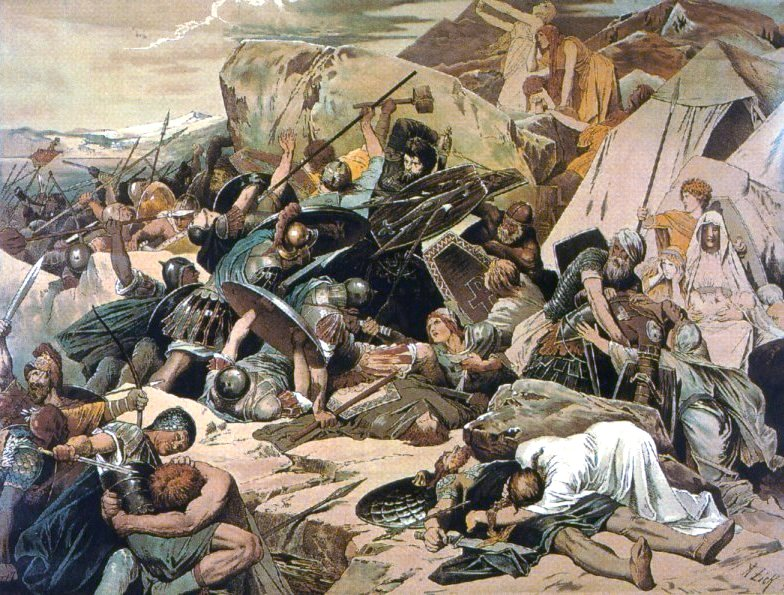

테이아(Teia, ? ~ 552년 혹은 553년, 재위 552년), 혹은 테야(Teja), 테이아(Theia), 틸라(Thila), 텔라(Thela), 테이아스(Teias)는 동고트 왕국의 7대 왕이자 이탈리아 최후의 고트족 왕이었다.
선왕 토틸라 아래에서 군관으로 활약하던 테이아는 부스타 갈로룸의 전투에서 토틸라가 전사한 이후 왕으로 선택되었다. 남부 이탈리아를 탈출하던 중에 스키푸아르(Scipuar), 군둘프(Gundulf, 혹은 인둘프Indulf), 기발(Gibal), 라그나리스(Ragnaris) 등의 유력자들의 지원을 받아 동로마 제국의 환관 장군 나르세스를 상대로 전쟁을 벌였으나, 552년 혹은 553년 나폴리 남쪽의 몬스 락타리우스의 전투에서 패배했다.
테이아는 이 전투에서 전사했고 동생 알리게른(Aligern)은 항복했으나 스키푸아르와 기발 역시 전사했을 것으로 생각된다. 군둘프와 라그나리스는 전장에서 도망쳤다. 라그나리스는 후에 나르세스의 암살자에게 치명상을 입고 죽었다. 동고트 왕국은 몬스 락타리우스의 전투 패배와 함께 멸망했다.
이후 고트 귀족 비딘(Widin)이 북이탈리아에서 550년대에 고트 부흥운동을 일으켰으나 561년 혹은 562년 생포되고, 동고트 왕국은 역사 속에서 사라지게 되었다.
| 전임 토틸라 | 제8대 동고트 왕국의 국왕 552년 | 후임 (동로마 제국의 일부가 됨) |